# Actinocephalus deflexus
Actinocephalus deflexus là một loài thực vật có hoa trong họ Cỏ dùi trống. Loài này được F.N.Costa mô tả khoa học đầu tiên năm 2006.